# Volapük (sprog)
 Der er for få eller ingen kildehenvisninger i denne artikel, hvilket er et problem. Du kan hjælpe ved at angive troværdige kilder til de påstande, som fremføres i artiklen.

Volapük (fra vol 'verden' og pük 'sprog') er et kunstsprog, som var populært i slutningen af det 19. århundrede.

## Begyndelsen
Volapük blev konstrueret af Johann Martin Schleyer, en katolsk præst i Baden i Tyskland, og offentliggjort i 1879 eller 1880). Schleyer sagde, at Gud i en drøm havde bedt ham skabe et internationalt sprog.
Volapük blev hurtigt populært med over 100.000 tilhængere. Der blev afholdt internationale kongresser i 1884 i Friedrichshafen, i 1887 i München og i 1889 i Paris. Der var i 1889 anslået 283 klubber, 25 tidsskrifter om volapük og 316 lærebøger på 25 sprog.

## I Danmark
Kritikken af volapük kom til Danmark før volapük selv. I april 1885, mens den berømte sprogforsker Otto Jespersen endnu var student, holdt han et foredrag om volapük i Det Historisk-Filosofiske Samfund, hvor han afskrev plansprog i almindelighed og volapük i særdeleshed. I 1886 fattede J. Svanholm-Nielsen, en pacifistisk gårdejer i Bælum i Himmerland, interesse for sagen og lod sine børn undervise i volapük. De følgende år voksede bevægelsen kraftigt, hvorefter der blev fuldstændigt stille om den. To af de vigtigste volapükister i var pastor Rasmus Malling-Hansen, der bl.a. beskæftigede sig med skrivemaskiner og døveundervisning, og den senere forsikringsdirektør Wilhelm Hansen.

### Ordetvolapykpå dansk i dag
I dag er sproget volapük næsten glemt, men ordet er bevaret i det danske sprog med betydningen vrøvl eller uforståelig tale. I den betydning er volapyk synonymt med kaudervælsk. Det skyldes sikkert ordenes uforståelighed for uindviede.

## Sprogligt set
Volapüks ordforråd stammer hovedsageligt fra engelsk – med indslag fra tysk og fransk – ofte ændret så ordene ikke umiddelbart er genkendelige. For eksempel stammer vol og pük fra de engelske ord world (verden) og speak (tale). 
Grammatikken er modelleret over de indoeuropæiske sprog, men gjort regelmæssig og agglutinerende. Navneord har som på tysk 4 kasus: nominativ, genitiv, dativ og akkusativ.
Udsagnsordene bøjes efter tid, aspekt, form, person, tal og køn. Flere af kategorierne kan udelades, men det er anslået, at et udsagnsord på volapük kan bøjes i 500.000 former.

## Volapüks tilbagegang
Ligesom volapük hurtigt blev populært, faldt dets udbredelse hastigt igen frem mod århundredeskiftet. Der er ingen entydig forklaring på dette, men følgende faktorer er foreslået:
- Schleyer insisterede på, at sproget var hans ejendom, hvilket forhindrede det i at udvikle sig på en naturlig måde
- Volapük var for svært at lære at beherske. Til illustration af dette kan nævnes, at omgangssproget på de to første kongresser ikke var volapük, men tysk
- Esperantos fremkomst i 1887.[bør uddybes]

## Volapük i dag
Arie de Jong, Holland, lavede en revision af volapük, som blev offentliggjort i 1931. Revisionen som forsimplede grammatikken, blev generelt accepteret af de tilbageværende talere af sproget.
Der er stadig volapükister i dag, men anslået under hundrede.
Der findes en version af Wikipedia på volapük med bl.a. artikler om danske volapükklubber.

## Et eksempel – Pleked Söla
Bønnen fader vor på volapük (Pleked Söla):
O Fat obas, kel binol in süls!
Nem olik pasaludükonöd!
Regän ola kömonöd!
Vil olik jenonöd, 
äsä in sül, i su tal!
Givolös obes adelo bodi aldelik obsik!
E pardolös obes döbotis obsik,
äsä i obs pardobs utanes, kels edöbons kol obs.
E no blufodolös obis,
ab livükolös obis de bad!